# QSCA
QSCA （キュー エス シー エー）とは、Quality（クオリティー） Service（サービス）Cleanliness（クレンリネス）Atmosphere （アトモスファー）の頭文字を取った略語であり、主にレストラン業・外食産業の経営指針として多くの企業が採用している基本理念の用語である。

## 概略
- 1970年代以降、日本に郊外型ロードサイド店舗の外食産業・チェーンレストラン事業の需要が拡大した時期、レストラン運営の基本である、何処の店に行っても清潔な店舗で、品質の高いおいしい食事が同じ味で提供され、雰囲気の良いくつろげるサービスで客をもてなすことを目的とした指標とする為、「QSCA」は、多くの外食産業で広く採用、浸透している経営指針である。レストランチェーンが従業員教育などで、客の立場に立った考え方を持たせる意識付けに指導・育成する際に利用されている。

## QSCAの理念
- Quality‐（クオリティー）常に品質の高い料理を提供する。
- Service‐（サービス）常に気持ちの良いお客様第一のサービスを行う。
- Cleanliness‐（クレンリネス）常に衛生的、清潔な磨き込まれた店舗を維持する。
- Atmosphere‐（アトモスファー）常に店内でくつろげる雰囲気作りを心がける。